# Авгур
Вижте пояснителната страница за други значения на Авгур.
Авгур (на латински: augur) е древноримски жрец; птицегадател, предсказващ главно по полета и виковете на птиците (на латински: auspicium), както и по някои небесни явления (облаци, мълнии, гръмотевици и др.) дали държавни начинания ще се одобрят от боговете. В началото в Древен Рим е имало 3, после 9 авгури, след управлението на Сула - 15, а след Юлий Цезар - 16. Първоначалната им длъжност е била да молят боговете за добра реколта и благо на империята (на латински: inaugurare). Носели са като знак закривен жезъл (lituus). Въвеждането в длъжност на авгур се наричало auguratio или inauguratio (виж инаугурация).
Думата авгур се употребява като синоним на гадател или човек, знаещ бъдещето. Такъв преносен смисъл има и изразът „авгурска усмивка“.